# Setge de Terol (1363)
El Setge de Terol de 1363 fou una de les batalles de la guerra dels Dos Peres.

## Antecedents
Pere el Cruel va arribar a un acord amb Carles II de Navarra el juny de 1362 per coordinar un atac a l'oest d'Aragó i Calatayud va caure el 29 d'agost.
El 1363 mentre Pere el Cerimoniós ajuntava el seu exèrcit a Saragossa per atacar el Regne de Castella, va nomenar Pere II d'Urgell com a capità general de la Comunitat i ciutat de Terol, i com a capitans a Guillen Ramon de Ceruelo i a García Ganosa, i va ordenar l'enderroc de les fortaleses no defensables i que la població es refugiés en llocs forts.
Pere el Cruel va rebre 300 cavallers de reforç del Regne de Portugal, un contingent del Regne de Navarra comandat per l'infant Lluís de Navarra, i un contingent de 600 cavallers del Regne de Granada comandats per Faraj ibn Ridwan. i va fer seus els llocs de Fonts, Arándiga, va guanyar per sorpresa a Tarassona, va entrar a Magallón i Borja.
Pere el Cerimoniós va celebrar un tractat amb el Regne de França i un altre secret amb Enric II de Castella, el fill d'Alfons XI de Castella, estipulant que l'aragonès l'ajudaria amb totes les seves forces a conquerir el regne de Castella, cedint-li Enric en premi la sisena part del que guanyessin. Pere I de Castella continuava endavant i adquiria Cariñena

## El setge
Les tropes de Pere I de Castella van arribar a les portes de Terol el 25 de març de 1363, amb 24 màquines de guerra que castigaven la ciutat de dia i de nit i el jutge de Terol, com a màxima autoritat de la ciutat, davant el perill de veure la ciutat destruïda per les tropes castellanes, va obrir el portal de Sant Miquel el 3 de maig de 1363, i els castellans van arribar a controlar tota la ciutat durant algun temps. Des d'aquell llavors el portal de Sant Miquel va passar a conèixer-se i denominar d'ara endavant com el Portal de la Traïció.

## Conseqüències
Després de la conquesta de Terol, Pere el Cruel, en lloc de dirigir-se a l'encontre de Pere el Cerimoniós a Saragossa, on es reunia l'exèrcit del Cerimoniós i els reforços d'Enric de Castella, que va aportar mil cavallers i mil peons, va canviar d'objectiu i es va dirigir a València, prenent pel camí Alfambra, Castellfabib, Ademús, Villel i Morvedre, posant setge a València en 21 de maig, mentre prenia Almansa, Xiva, Bunyol, Benaguasil, Llíria i Alpont.
La rendició de la ciutat va enutjar Pere el Cerimoniós, que va anul·lar temporalment els furs i privilegis fins a la reconciliació real de 1366, instigada pel mestre de l'Hospital de Sant Joan de Jerusalem, Juan Fernández de Heredia, que després es va preocupar personalment de la restauració del recinte emmurallat Terol, així com de regalar a la ciutat les relíquies de Santa Emerenciana, la qual arribaria a ser la seva patrona.
La ciutat va estar en mans castellanes fins al 5 d'abril de 1367.